# Therioaphis litoralis
Therioaphis litoralis är en insektsart. Therioaphis litoralis ingår i släktet Therioaphis och familjen långrörsbladlöss. Inga underarter finns listade i Catalogue of Life.